# Mistrzostwa Europy w Futsalu 2007
5. Mistrzostwa Europy w Futsalu, Porto 2007 odbyły się w Portugalii w dniach 16-25 listopada 2007 roku. Mecze rozgrywano w dwóch halach w Gondomar i Santo Tirso.
Tytuł zdobyła reprezentacja Hiszpanii przed Włochami i Rosją.

## Hale
| Gondomar                                | Santo Tirso                                |
| --------------------------------------- | ------------------------------------------ |
| Multiusos Gondomar Liczba miejsc: 4 500 | Municipal Santo Tirso Liczba miejsc: 3 800 |
|                                         |                                            |
| GondomarSanto Tirso                     |                                            |